# Xochitl
Xochitl, död 916, var drottning av toltekerriket Tula 877-916, gift med kung Tecpancaltzin Iztaccaltzin. 
Hon är känd för att ha lett en bataljon av kvinnliga soldater i strid i stupat under ett inbördeskrig.  Hennes existens är inte historiskt bekräftad. 